# Royal Naval School

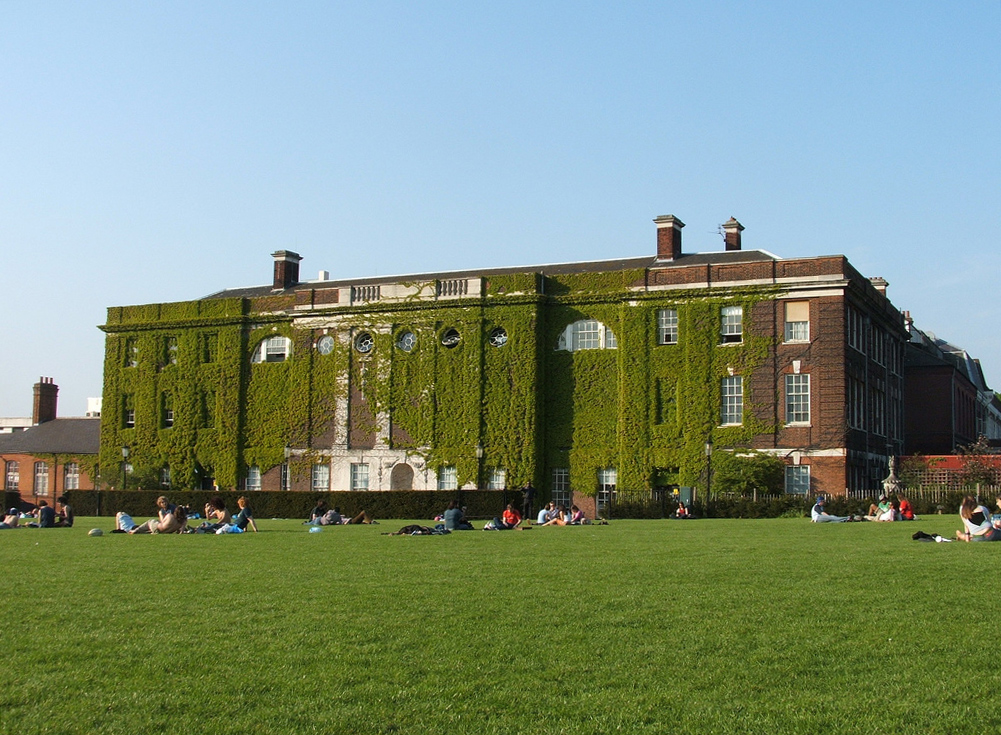
Bâtiment de la Royal Naval School.

La Royal Naval School était une école anglaise installée dans le quartier de Camberwell à Londres. Institution caritative pour l'éducation des fils d'officiers de la Royal Navy et des Royal Marines, elle fut créée en 1833 et ferma en 1910.
Son bâtiment est maintenant occupé par le Eltham College.
Parmi les anciens élèves de la Royal Naval School, se trouvent : William Throsby Bridges, George Nares, Bedford Clapperton Trevelyan Pim ou William Hoste Webb.